# 58e cérémonie des British Academy Television Awards
Pour la cérémonie des BAFTAs récompensant le cinéma, voir la 64e cérémonie des British Academy Film Awards.
La 58e cérémonie des British Academy Television Awards s'est déroulée le 22 mai 2011. Elle a été organisée par la British Academy of Film and Television Arts, récompensant les programmes diffusés à la télévision britannique au cours de la saison 2010-2011.

## Palmarès

### Interprétation

#### Meilleur acteur
- Daniel Rigby pour le rôle d'Eric Morecambe dans Eric and Ernie
  - Jim Broadbent pour le rôle de Logan Mountstuart (vieux) dans Any Human Heart
  - Benedict Cumberbatch pour le rôle de Sherlock Holmes dans Sherlock
  - Matt Smith pour le rôle du Docteur dans Doctor Who

#### Meilleure actrice
- Vicky McClure pour le rôle de Lol dans This Is England '86
  - Anna Maxwell Martin pour le rôle de Sarah Burton dans South Riding
  - Natalie Press pour le rôle de Paula Clennell dans Five Daughters
  - Juliet Stevenson pour le rôle de ? dans Accused

#### Meilleur acteur dans un second rôle
- Martin Freeman pour le rôle de John Watson dans Sherlock
  - Brendan Coyle pour le rôle de John Bates dans Downton Abbey
  - Johnny Harris pour le rôle de Mick dans This Is England '86
  - Robert Sheehan pour le rôle de Nathan Young dans Misfits

#### Meilleure actrice dans un second rôle
- Lauren Socha pour le rôle de Kelly Bailey dans Misfits
  - Gillian Anderson pour le rôle de Wallis dans Any Human Heart
  - Lynda Baron pour le rôle de Violet Carson dans The Road to Coronation Street
  - Jessie Wallace pour le rôle de Pat Phoenix dans The Road to Coronation Street

#### Meilleure interprétation dans un divertissement
- Graham Norton dans The Graham Norton Show
  - Stephen Fry dans QI
  - Harry Hill dans Harry Hill's TV Burp
  - Rob Brydon dans The Rob Brydon Show

#### Meilleure interprétation masculine dans un rôle comique
- Steve Coogan pour le rôle de Steve dans The Trip
  - James Buckley dans Les Boloss : Loser attitude
  - Tom Hollander dans Rev.
  - David Mitchell dans Peep Show

#### Meilleure interprétation féminine dans un rôle comique
- Jo Brand pour le rôle de Kim Wilde dans Getting On
  - Dawn French dans Roger and Val Have Just Got In
  - Miranda Hart dans Miranda
  - Katherine Parkinson dans The IT Crowd

### Drames

#### Meilleure série dramatique
- Sherlock
  - Being Human : La Confrérie de l'étrange (Being Human)
  - Downton Abbey
  - Misfits

#### Meilleur téléfilm dramatique
- The Road to Coronation Street
  - Eric and Ernie
  - I Am Slave
  - The Special Relationship

#### Meilleure mini-série dramatique
- Any Human Heart
  - Mad Dogs
  - The Sinking of the Laconia
  - Le Serment (The Promise)

#### Meilleur feuilleton dramatique
- EastEnders
  - Casualty
  - Coronation Street
  - Waterloo Road

### Comédies

#### Meilleure sitcom
- Rev.
  - The Trip
  - Mrs. Brown's Boys
  - Peep Show

#### Meilleure série comique
- Harry & Paul
  - Facejacker
  - Come Fly with Me
  - Little Crackers

#### Meilleur programme de divertissement
- The Cube
  - The Graham Norton Show
  - Have I Got News for You
  - The X Factor

### Autres

#### Meilleure série internationale
- The Killing (Forbrydelsen)
  - Mad Men
  - Boardwalk Empire
  - Glee

#### You Tube Award
- The Only Way Is Essex
  - Big Fat Gypsy Weddings
  - Downton Abbey
  - The Killing (Forbrydelsen)
  - Miranda
  - Sherlock

### Special Award
- Peter Bennett-Jones

### BAFTA Fellowship
- Sir Trevor McDonald